# Kraczkowa
Kraczkowa est une localité polonaise de la gmina et du powiat de Łańcut en voïvodie des Basses-Carpates.
En 2021, la localité compte 3882 habitants.